# Frédéric Pietruszka
Frédéric Pietruszka (Villecresnes, 13 de mayo de 1954) es un deportista francés que compitió en esgrima, especialista en la modalidad de florete.
Participó en tres Juegos Olímpicos de Verano entre los años 1976 y 1984, obteniendo en total tres medallas: bronce en Montreal 1976, oro en Moscú 1980 y bronce en Los Ángeles 1984. Ganó cuatro medallas en el Campeonato Mundial de Esgrima entre los años 1974 y 1982.

## Palmarés internacional
| Juegos Olímpicos   | Juegos Olímpicos             | Juegos Olímpicos  | Juegos Olímpicos    |
| Año                | Lugar                        | Medalla           | Prueba              |
| ------------------ | ---------------------------- | ----------------- | ------------------- |
| 1976               | Montreal (Canadá)            | Medalla de bronce | Florete por equipos |
| 1980               | Moscú (URSS)                 | Medalla de oro    | Florete por equipos |
| 1984               | Los Ángeles (Estados Unidos) | Medalla de bronce | Florete por equipos |
| Campeonato Mundial |                              |                   |                     |
| Año                | Lugar                        | Medalla           | Prueba              |
| 1974               | Grenoble (Francia)           | Medalla de bronce | Florete individual  |
| 1975               | Budapest (Hungría)           | Medalla de oro    | Florete por equipos |
| 1978               | Hamburgo (RFA)               | Medalla de plata  | Florete por equipos |
| 1982               | Roma (Italia)                | Medalla de plata  | Florete por equipos |